# Cecilia Payne (Schiff)
Die Cecilia Payne ist eine Schnellfähre der spanischen Reederei Baleària Eurolineas Marítimas.

## Geschichte
Das Schiff wurde Ende der 1990er-Jahre als Baunummer 94 auf der Werft Austal in Henderson, Australien, für die Irish Continental Group gebaut. Es gehört zur von der Werft gebauten „Auto Express 86“-Klasse und war das dritte von sieben gebauten Schiffen der Klasse. Die Baukosten des Schiffes beliefen sich auf umgerechnet 38,8 Mio. Euro.
Der Stapellauf des Schiffes erfolgte im Februar 1999, die Ablieferung im Mai 1999. Das Schiff kam als Jonathan Swift unter der Flagge Irlands mit Heimathafen Dublin in Fahrt. Es wurde seit Juni 1999 von Irish Ferries in der Irischen See auf der Strecke zwischen Dublin in Irland und Holyhead im Vereinigten Königreich eingesetzt. Das Schiff war die erste Schnellfähre der Reederei. Sie wurde von Irish Ferries als Reaktion auf die ab April 1996 zwischen Dún Laoghaire und Holyhead verkehrende Schnellfähre Stena Explorer der Reederei Stena Line beschafft. Namensgeber war der irische Schriftsteller Jonathan Swift, u. a. Autor von Gullivers Reisen.
Im Februar 2006 wurde das Schiff unter die Flagge Zyperns gebracht. Neuer Heimathafen wurde Limassol.
Anfang 2018 wurde das Schiff für 15,5 Mio. Euro an die spanische Reederei Baleària verkauft. Am 27. April 2018 endete die Dienstzeit des Schiffes bei Irish Ferries. Es wurde durch die Dublin Swift ersetzt.
Baleària setzt das nach der Astronomin Cecilia Payne-Gaposchkin in Cecilia Payne umbenannte Schiff seit Juni 2018 im Fährverkehr im Mittelmeer zwischen Denia und Ibiza sowie Mallorca ein.

## Technische Daten
Das Schiff wird von vier Caterpillar-Dieselmotoren des Typs 3618 mit jeweils 7200 kW Leistung angetrieben. Die Motoren wirken über Getriebe auf vier Wasserstrahlantriebe. Das Schiff erreicht damit eine Geschwindigkeit von rund 40 kn.
Das Schiff ist mit Rampen am Bug und Heck ausgestattet, um die Umschlagszeiten im Hafen für Fahrzeuge zu minimieren. Auf dem durchgehenden Fahrzeugdeck, das sich auf dem Hauptdeck befindet, stehen neun Fahrspuren zur Verfügung. Auf beiden Seiten steht zusätzlich ein Mezzanin-Deck mit jeweils drei Spuren zur Verfügung. Die nutzbare Höhe der mittleren Fahrspuren auf dem Hauptdeck beträgt 4,4 Meter. Die nutzbare Höhe unter den Mezzanin-Decks beträgt 2,2 Meter und auf den Mezzanin-Decks 2,0 Meter. Die maximale Achslast auf den mittleren Fahrspuren beträgt bis zu 12 t, unter und auf den Mezzanin-Decks 1 t.
Die Fähre kann 200 Pkw oder 125 Pkw und zehn Busse befördern. Statt Bussen können auch Lkw befördert werden.
Die Einrichtungen für die Passagiere befinden sich auf den beiden Decks über dem Hauptdeck.